# 山下洋平
山下 洋平（やました ようへい、1979年〈昭和54年〉6月2日 - ）は、瀬戸内海放送報道クリエイティブユニット記者。元同局アナウンサー。

## 来歴・人物
- 2003年に瀬戸内海放送へ入社（同期に岡薫）。当初は高松本社、2006年4月より2010年3月まで岡山本社に所属。2010年4月から再び高松本社で勤務。
- 2006年1月から同社が追及取材を行っている、高松市の特別老人ホームを巡る福祉と利権の構造についての検証取材では、担当記者として岡山本社所属となった後も取材を行い、テレメンタリー「福祉と利権の構造」（2006年7月）を制作。
- 2007年9月からは高知白バイ衝突死事故の調査報道を行っていた。高知県は瀬戸内海放送の放送エリアではないが、この取材がきっかけでテレビ朝日の全国放送をはじめ週刊誌でも取り上げられ、全国的に知られるようになった。テレメンタリーでは「証拠が嘘をつく」（2008年3月）、「それでも、証拠は動かない」（2008年11月）、「受刑　壁のむこうへ」（2010年4月）、「裁判官はその目を閉ざした」（2015年2月）の４部作を制作。2009年にノンフィクション『あの時、バスは止まっていた』（SBクリエイティブ刊）を上梓している。
- 第52回（2014年度）ギャラクシー賞（放送批評懇談会主催）で「高知白バイ衝突死」を巡る検証報道が報道活動部門の大賞を受賞。[1]
- 2020年4月に施行された「香川県ネット・ゲーム依存症対策条例（通称ゲーム条例）」についての調査報道を行い、パブリックコメントの水増し疑惑をスクープ。一連の報道をまとめた番組「検証ゲーム条例」が2021年の民間放送連盟賞のテレビ報道部門で全国優秀賞を受賞した。[2]
- ちくま新書『地方メディアの逆襲』（松本創著　2021年12月刊）の第４章「瀬戸内海放送―ある調査報道記者の歩み」で紹介される。[3]

## 担当番組
現在
過去
- KSBスーパーJチャンネル（特集を不定期）
- 報・動・力（プロデュース、ディレクション）
- KSBニュースview
- 高校野球（実況）

## 書籍
- あの時、バスは止まっていた（2009年、ソフトバンククリエイティブ）ISBN 4797353899